# Pride of Lions
O Pride of Lions é uma banda de pop rock/AOR formada pelo ex-integrante do Survivor (uma das maiores bandas do estilo AOR), o guitarrista/tecladista Jim Peterik e pelo vocalista Toby Hitchcock .Formada em 2003, a banda, de acordo com Peterik é "minha visão dos melhores elementos do rock melódico dos anos 80, repaginada com uma produção moderna".

## Discografia

### Álbuns
- Pride of Lions (2003)
- The Destiny Stone (2004)
- Live in Belgium (2006)
- The Roaring of Dreams (2007)
- Immortal (2012)
- Fearless (2017)

### Live
- Live in Belgium (2006)

### EPs
- Sound of Home (2003)
- Black Ribbons (2004)

## Videografia

### DVD
- 2006 - Live in Belgium